# Грошове дерево
«Грошове дерево» (англ. The Money Tree) — науково-фантастичне оповідання Кліффорда Сімака, вперше опубліковане журналом «Venture Science Fiction» у липні 1958 року.

## Сюжет
На планету Земля прилітають прибульці (роли), здатні вирощувати дерева, що плодоносять абсолютно будь-якими предметами за бажанням замовника. Вони допомагають жителям інших планет. Вони зазнають аварії біля заміської ферми ватажка гангстерів Меткалфа, який переконує їх, що найнеобхіднішою річчю для жителів Землі є гроші. І прибульці вирощують в його саду гай дерев, що плодоносять доларовими купюрами, які той «поширює серед покидьків» («людей, які не мають грошей»). Але це випадково з'ясовує журналіст-фотограф Дойл. В кінці сюжету роли покидають Землю на вирощеному зорельоті, розчарувавшись в людстві. Дойл думає:
|  | Роли працювали з рослинами, як люди з металами. Якщо вони могли виростити грошове дерево і слухняну кропиву, то виростити космічний корабель для них не становило великих труднощів. Якби їм зустрівся не Меткалф, а хтось інший, хто думає не тільки про долари, тепер по всій землі могли б рости рядами дерева і кущі, що дають людству все, про що воно мріє, - засоби від усіх хвороб, реальні засоби від бідності і страху. І може бути, багато іншого, про що ми ще й не здогадуємося. Але тепер полетіли в кораблі, побудованому двома ролами, які не повірили Меткалфу. Він продовжував шлях, думаючи про те, що надії людства так і не збулися, зруйновані жадібністю і злістю. |